# Enric Monserdà i Vidal

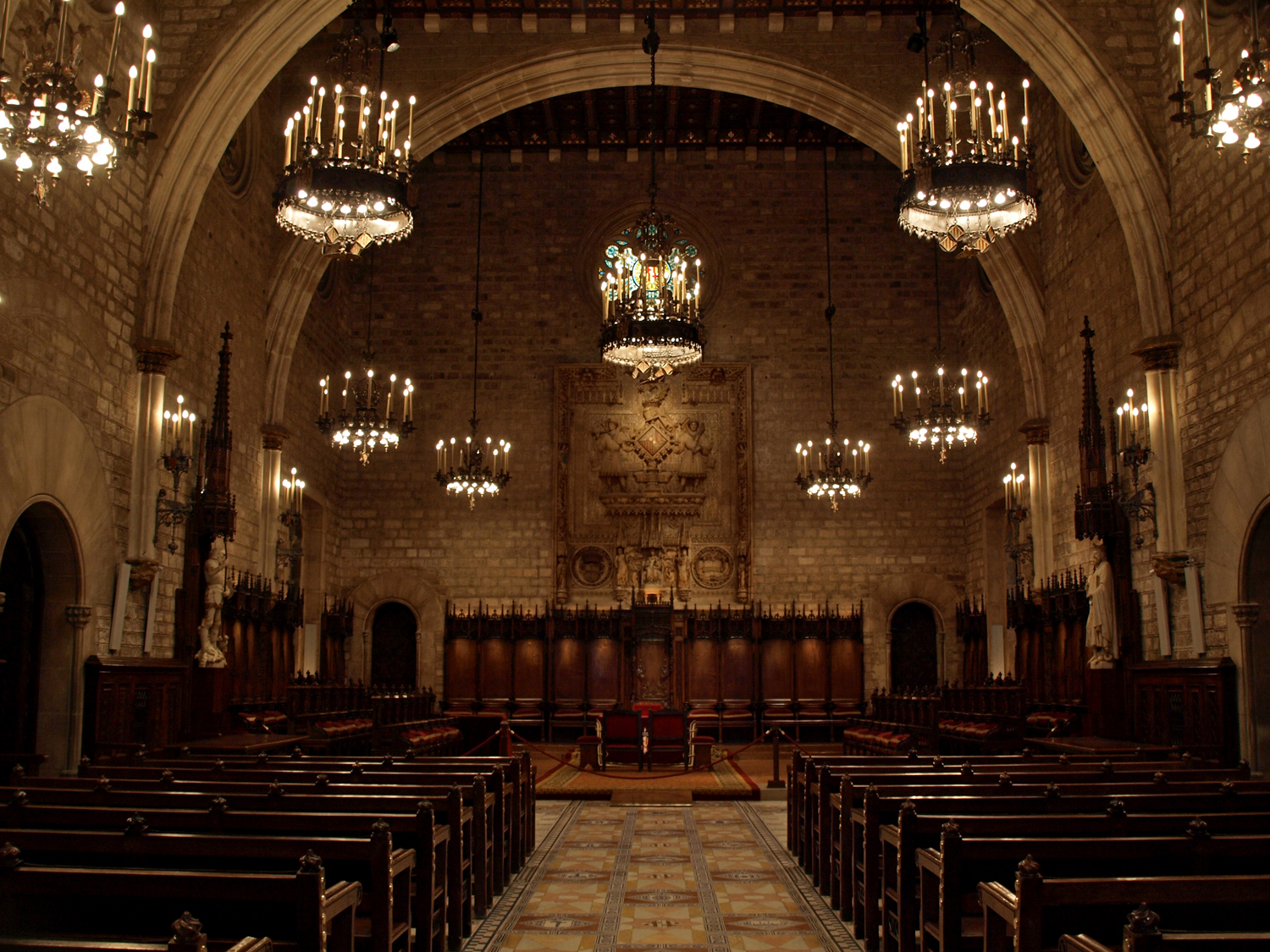
Decoración del Salón de Ciento según proyecto de Enric Monserdà.

Enric Monserdà i Vidal (Barcelona 1850 - 13 de abril de 1926) fue un pintor y decorador español.
Con doce años de edad entró a estudiar en la escuela Llotja de Barcelona, donde tuvo entre sus profesores a Claudio Lorenzale y Luis Rigalt.
Años más tarde trabajó en el taller de vitrales artísticos de Eudald Amigó, donde conoció al arquitecto Joan Martorell que le encargó la realización de unas pinturas murales para la iglesia de San Agustín.
Se dedicó a la enseñanza como profesor de dibujo en la escuela municipal de Artes y Oficios de Gracia.
En el año 1914 se le encargó el proyecto para la decoración del Salón de Ciento de la casa de la Ciudad de Barcelona, siendo su obra más reconocida, para llevarla a cabo Monserdà estudió los edificios de la misma época, sobre todo del Palacio de la Generalidad de Cataluña y la Catedral, donde se inspiró en la sillería del coro para realizar los sitiales de los representantes municipales.

## Galería

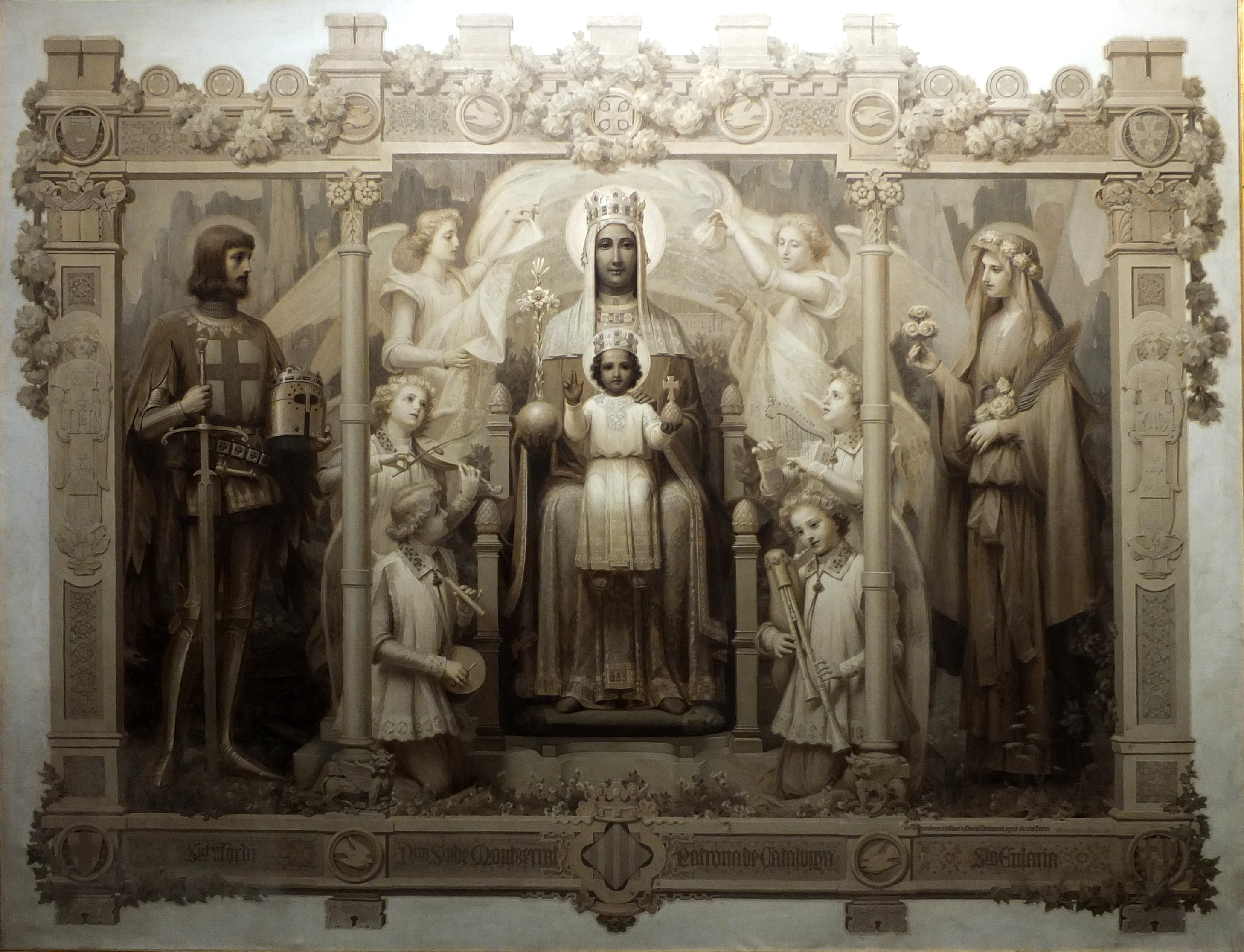
Virgen de Montserrat
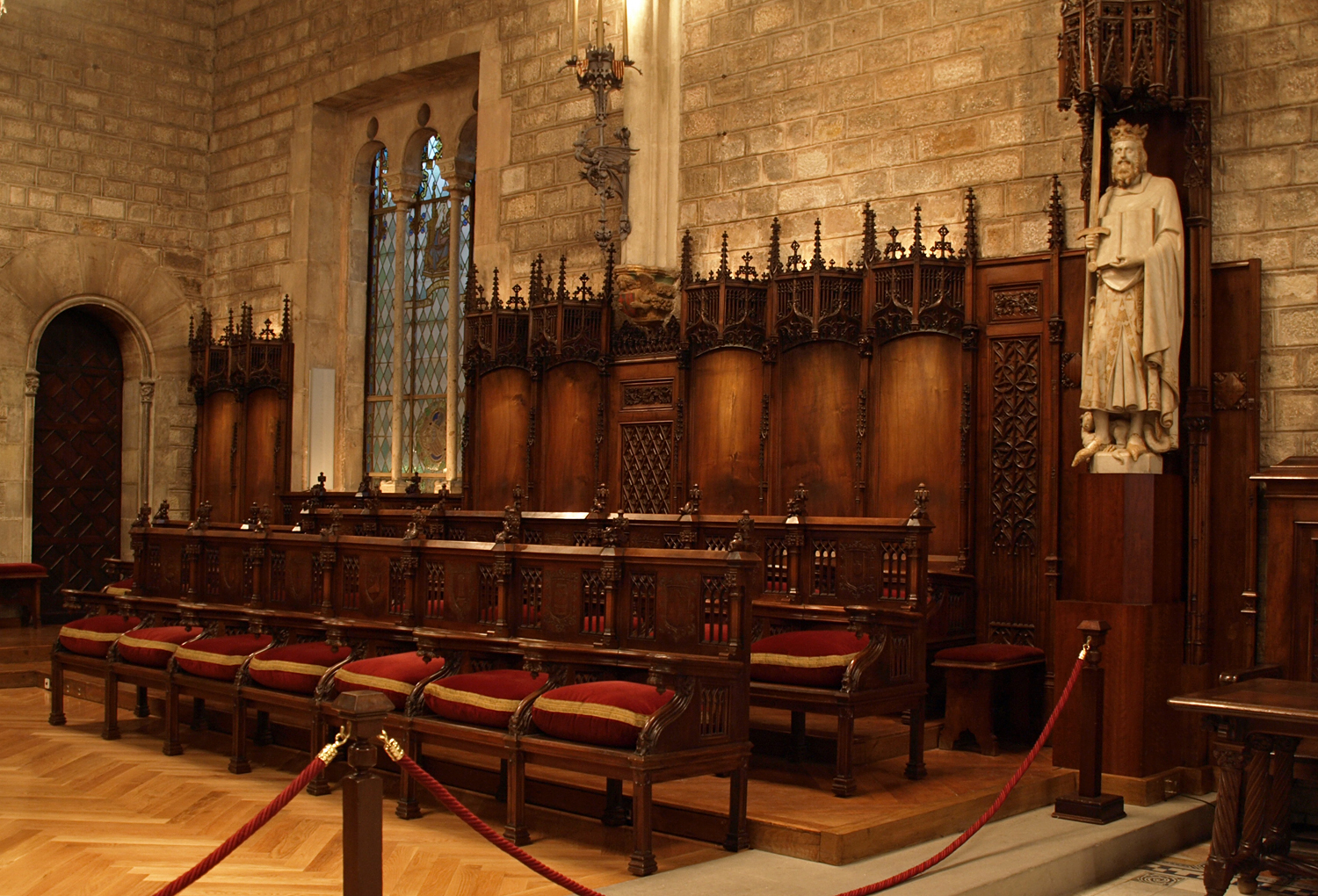
Salón de Ciento (Barcelona)
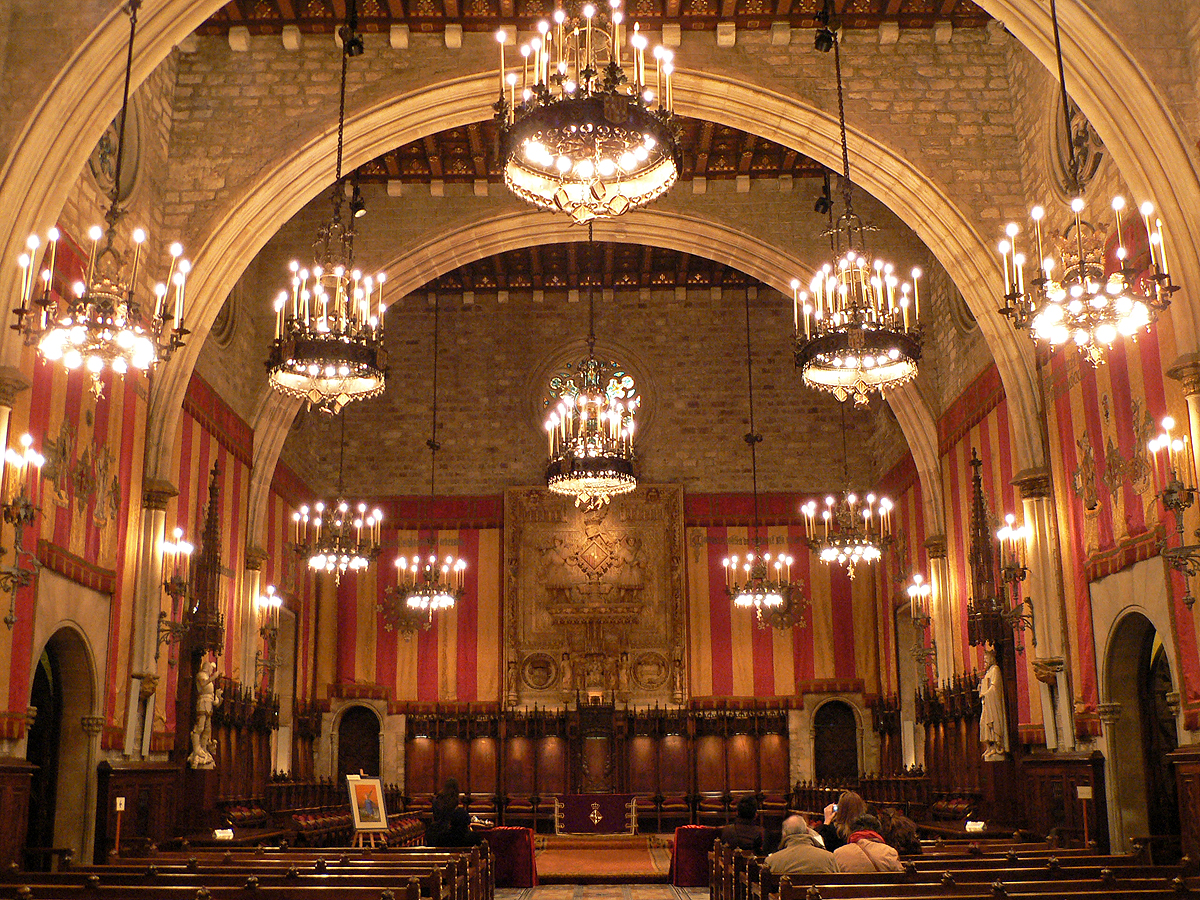
Salón de Ciento (Barcelona)
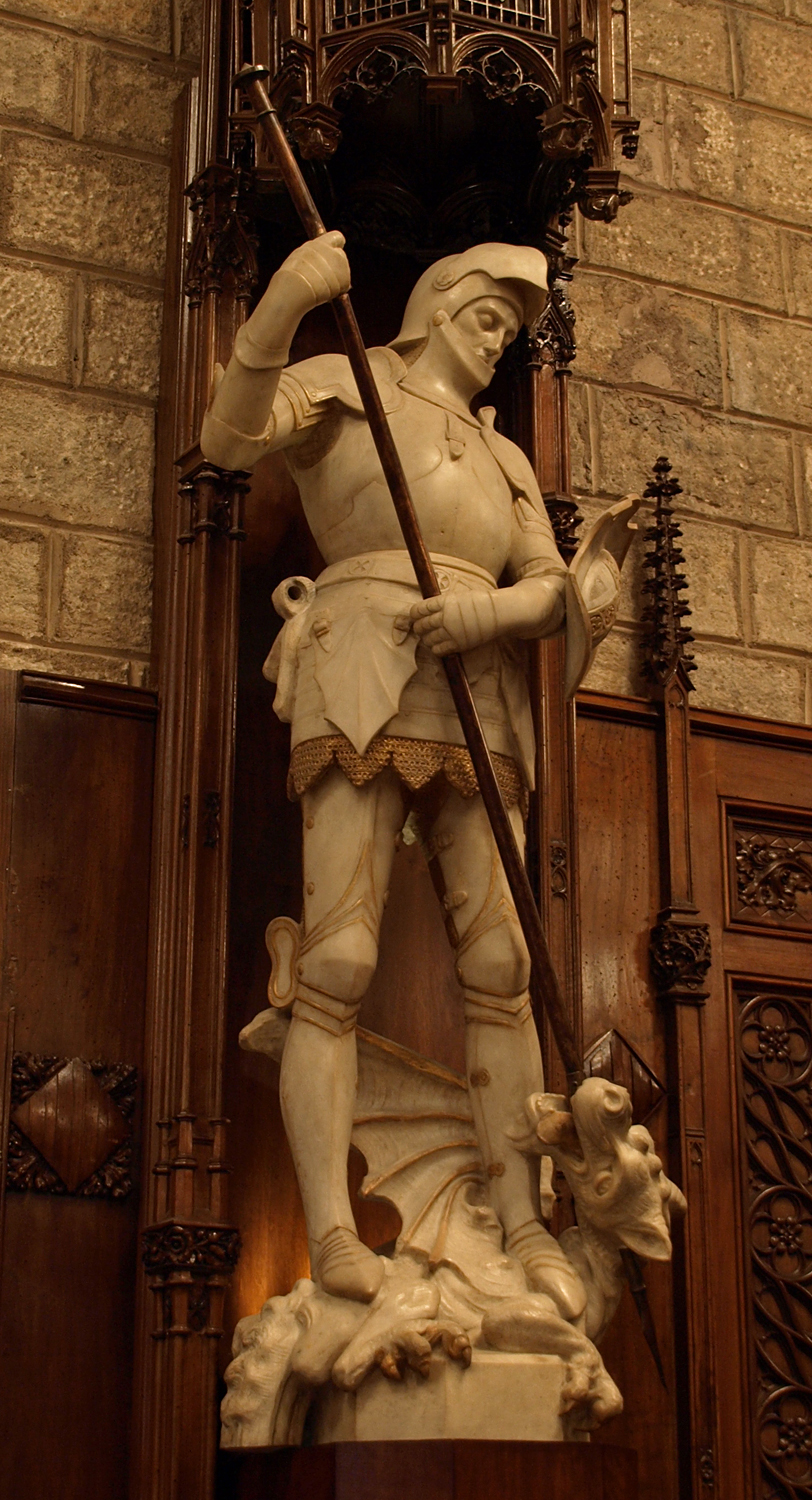
Salón de Ciento (Barcelona)
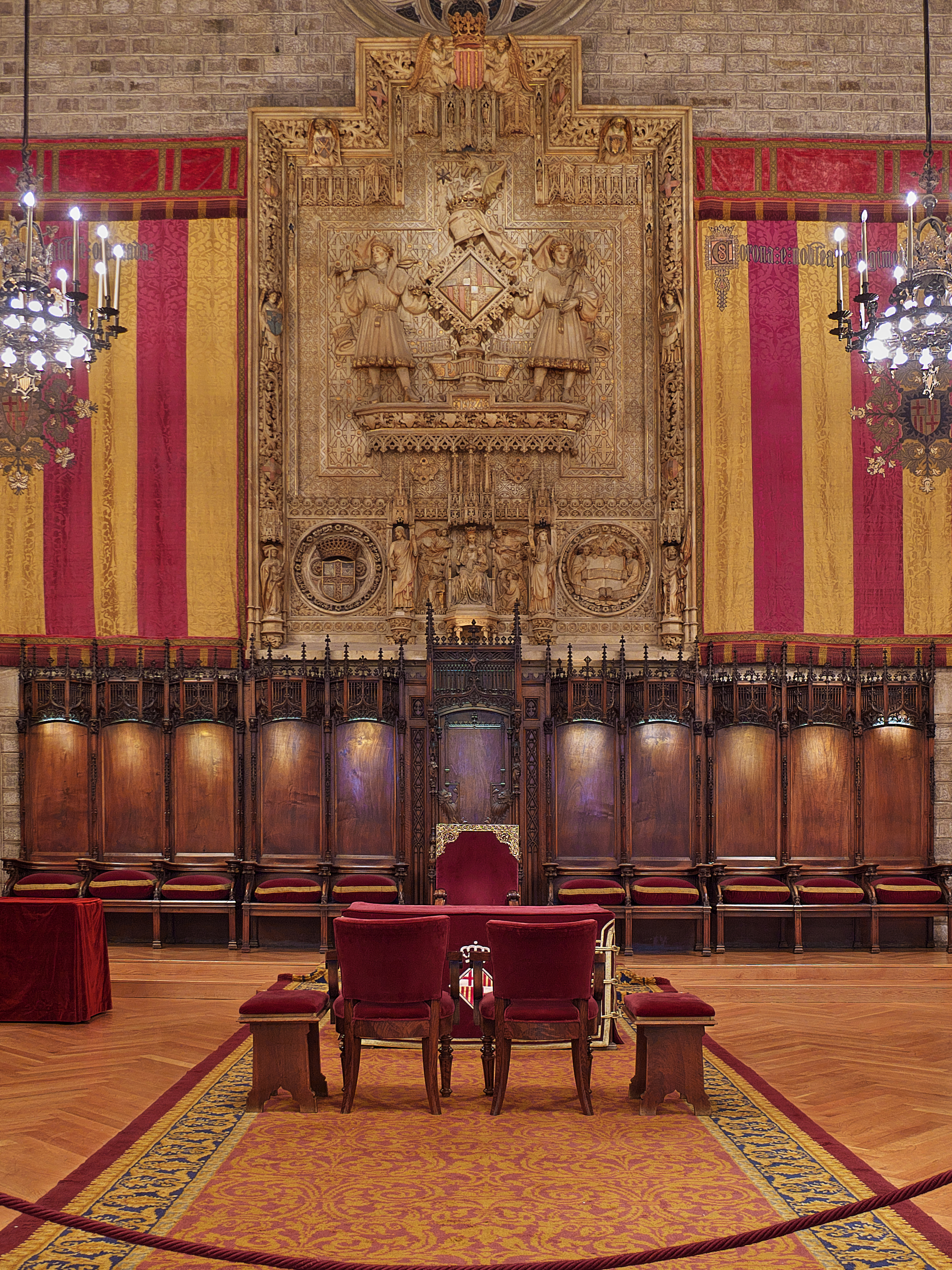
Salón de Ciento (Barcelona)
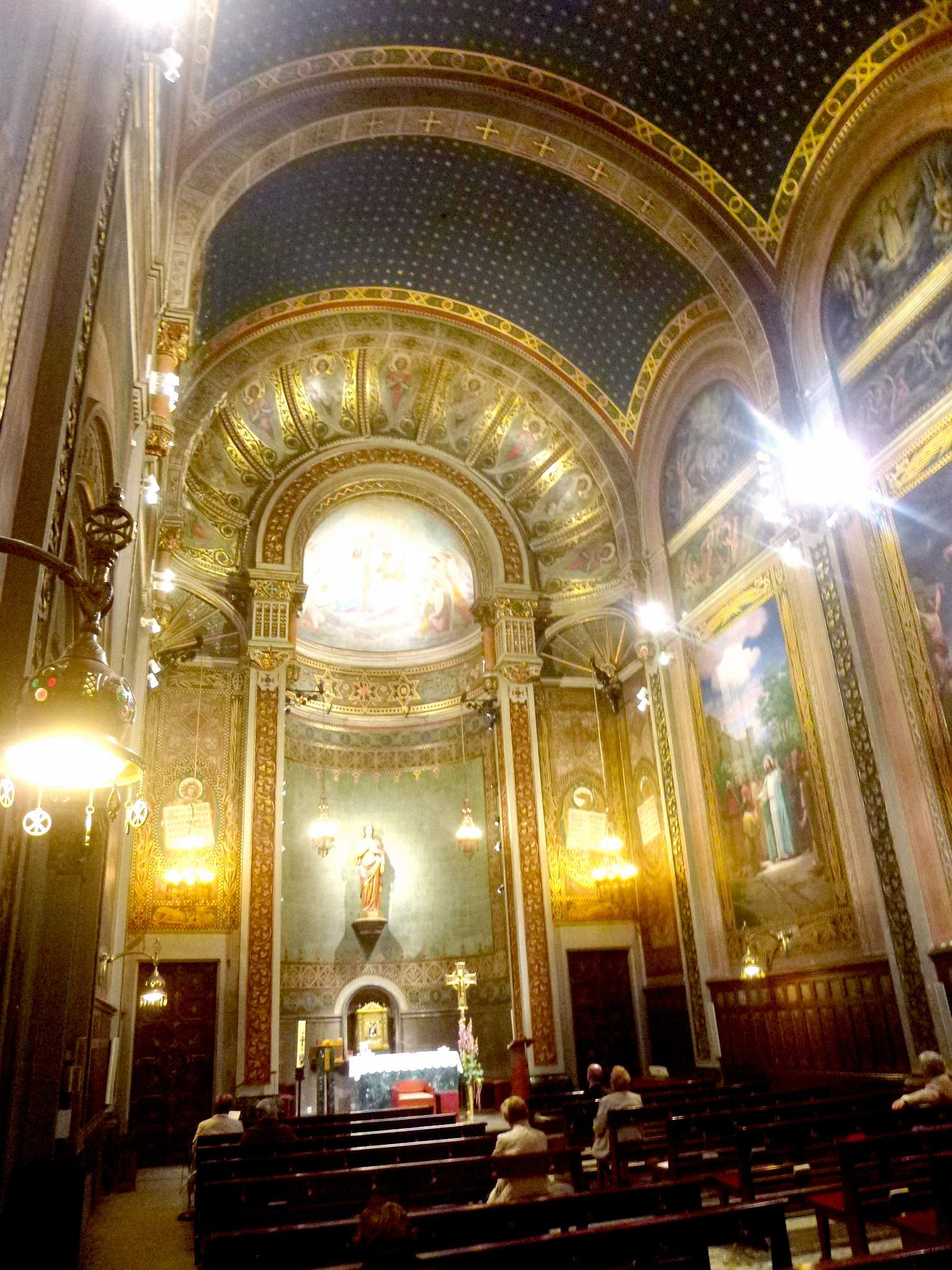
Capilla del Sagramento (Mataró)
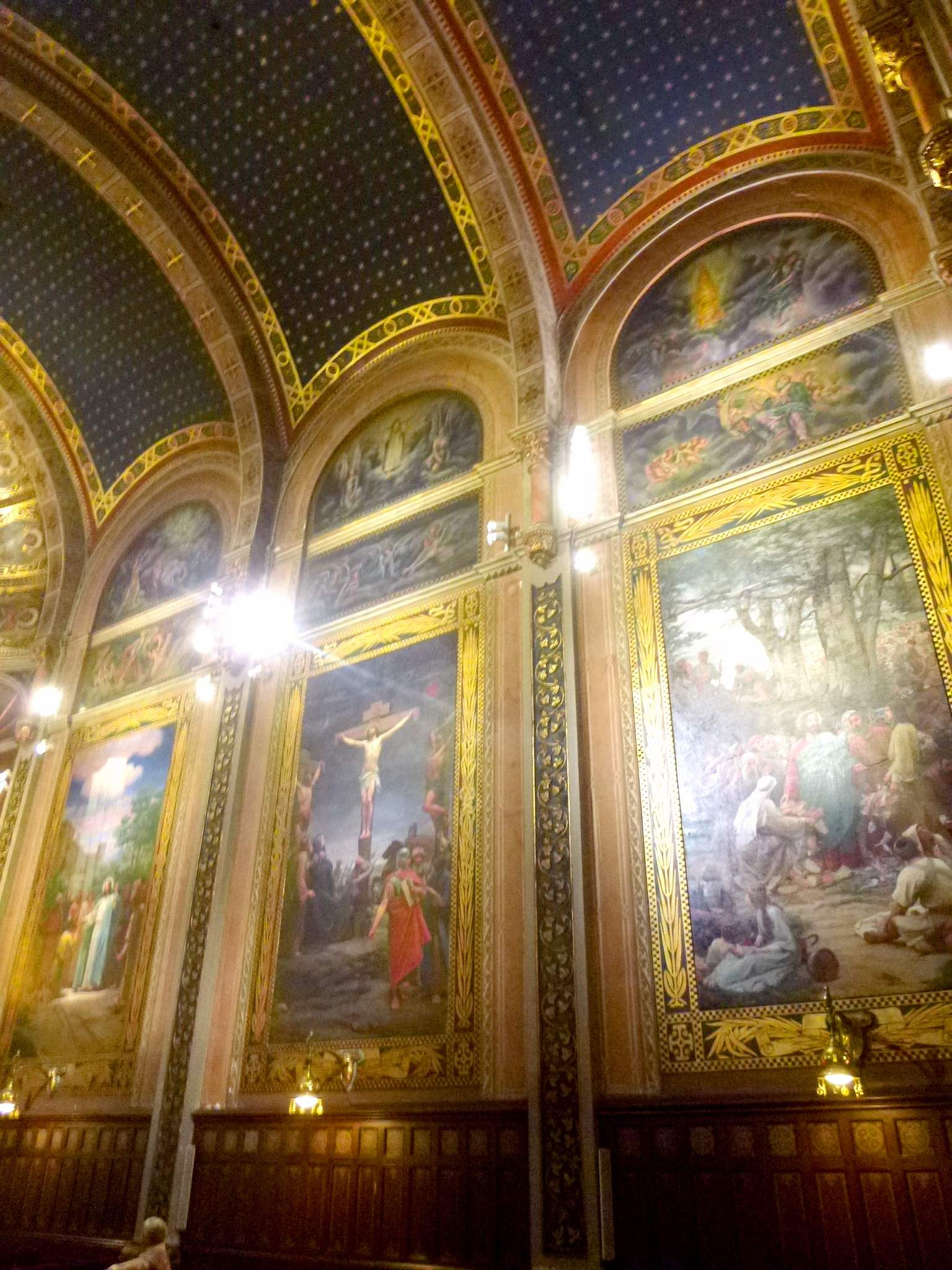
Capilla del Sagramento (Mataró)
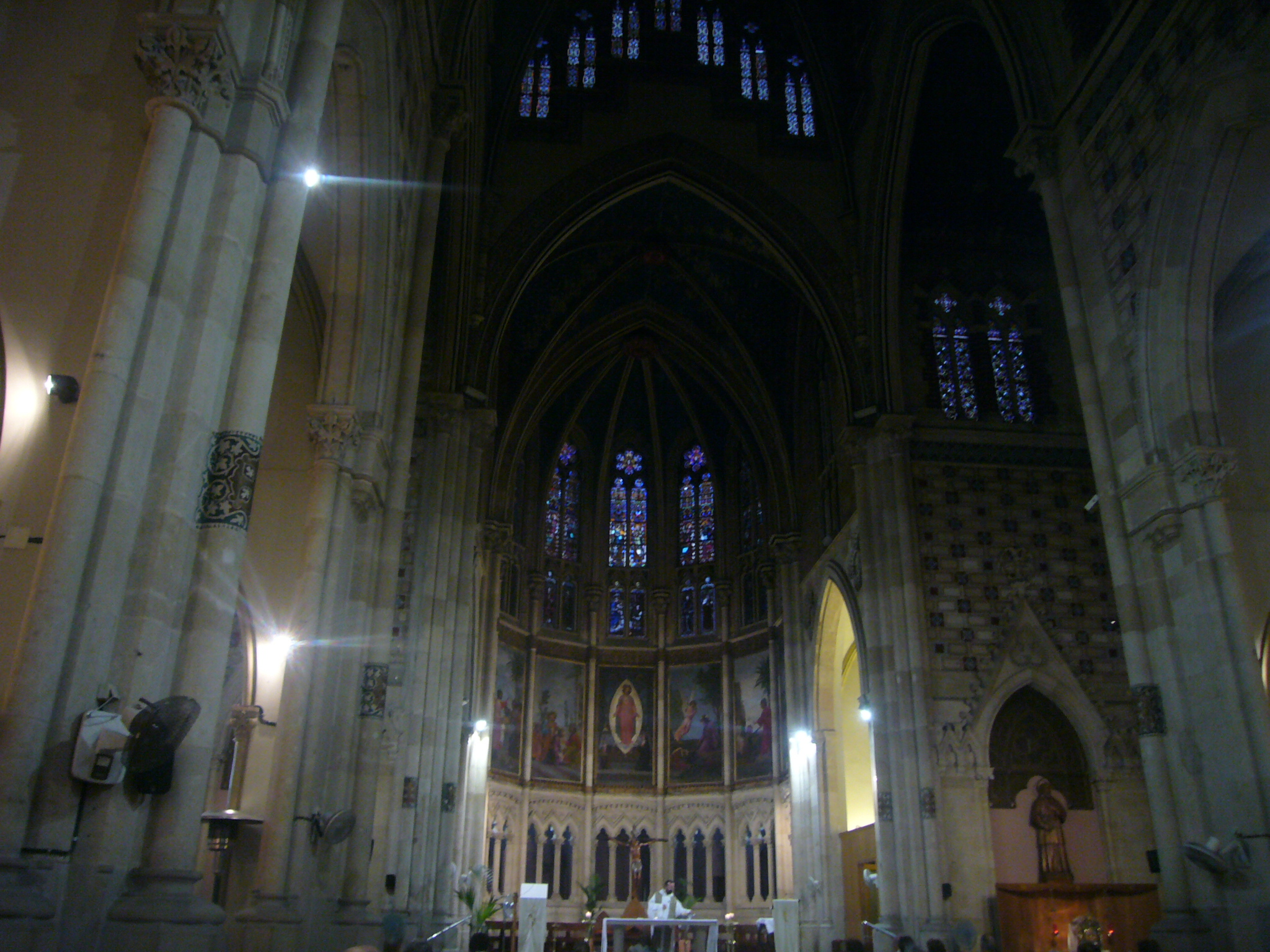
Iglesia de S. Francisco de Sales (Barcelona)
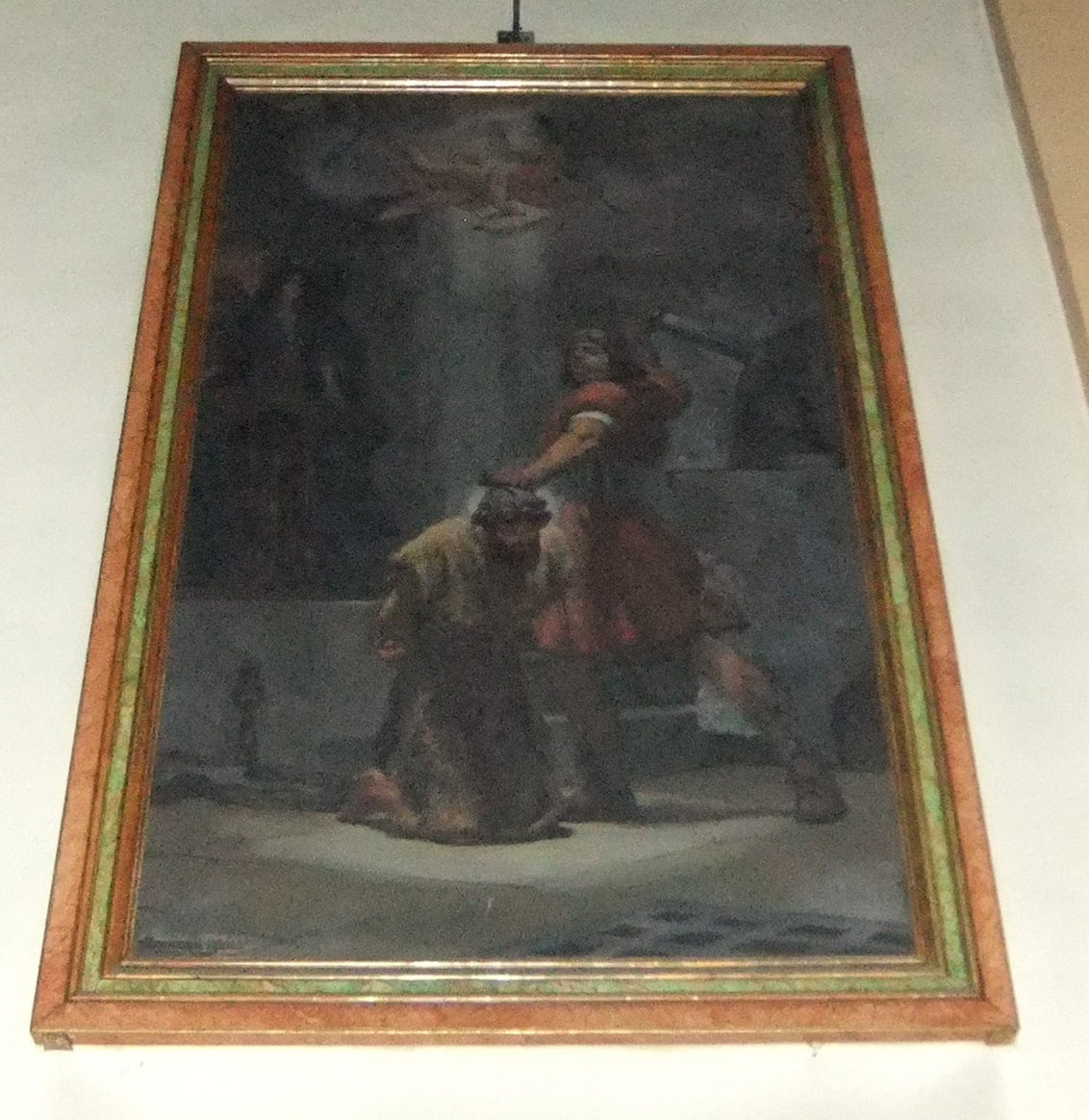
Iglesia de S. Juan (Vilassar de Mar)
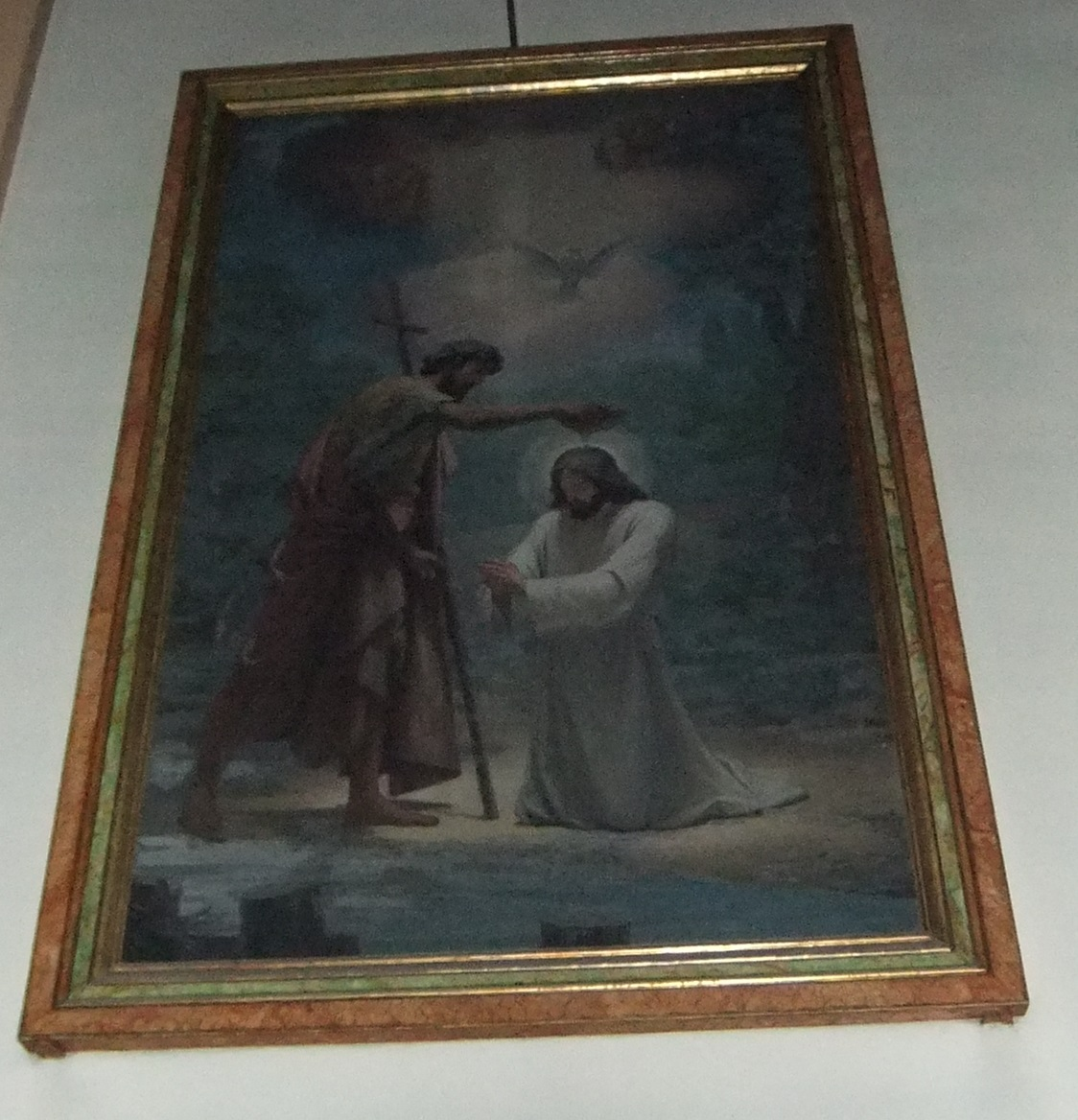
Iglesia de S. Juan (Vilassar de Mar)
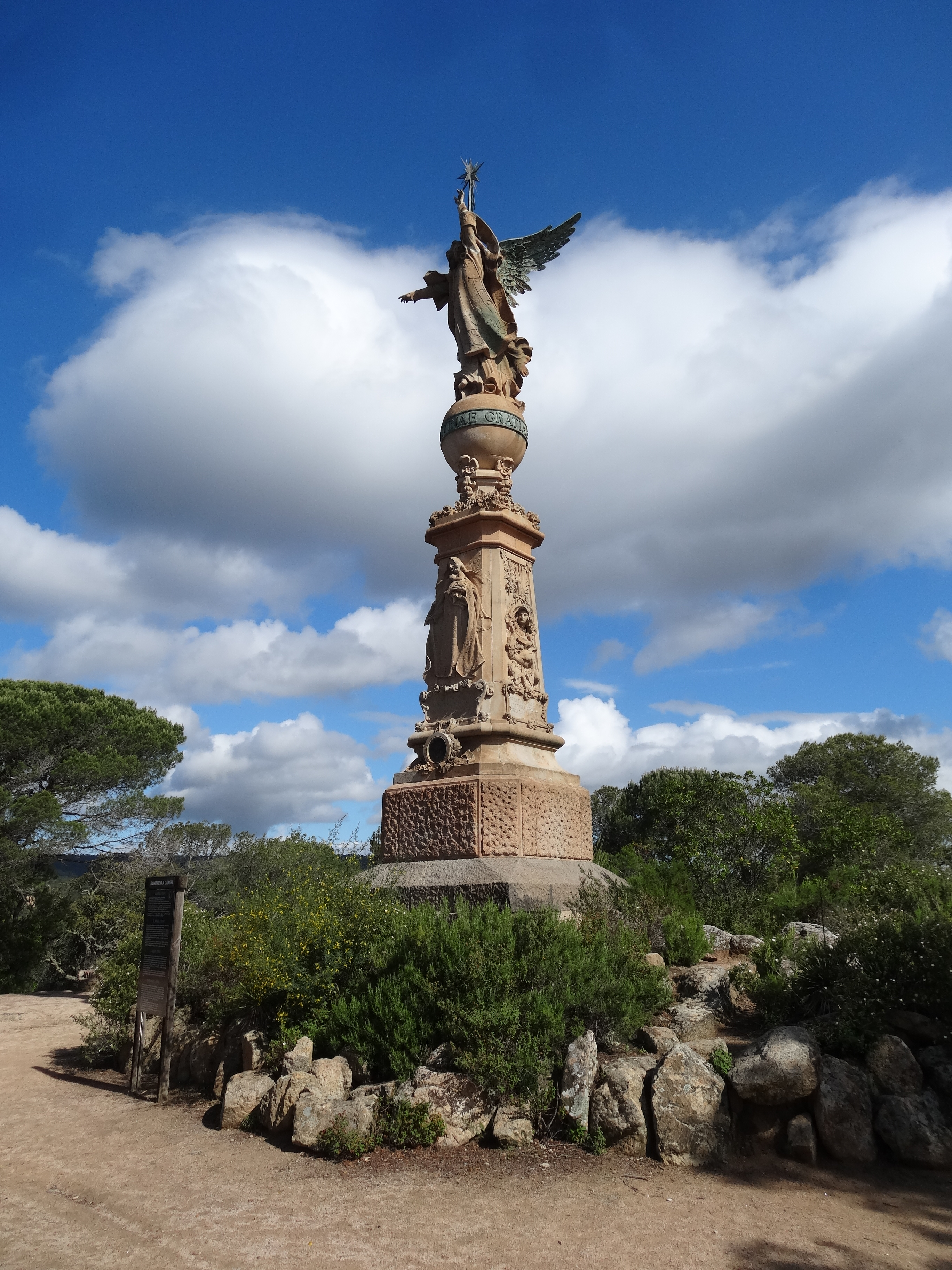
Monumento del Ángel (Lloret de Mar)
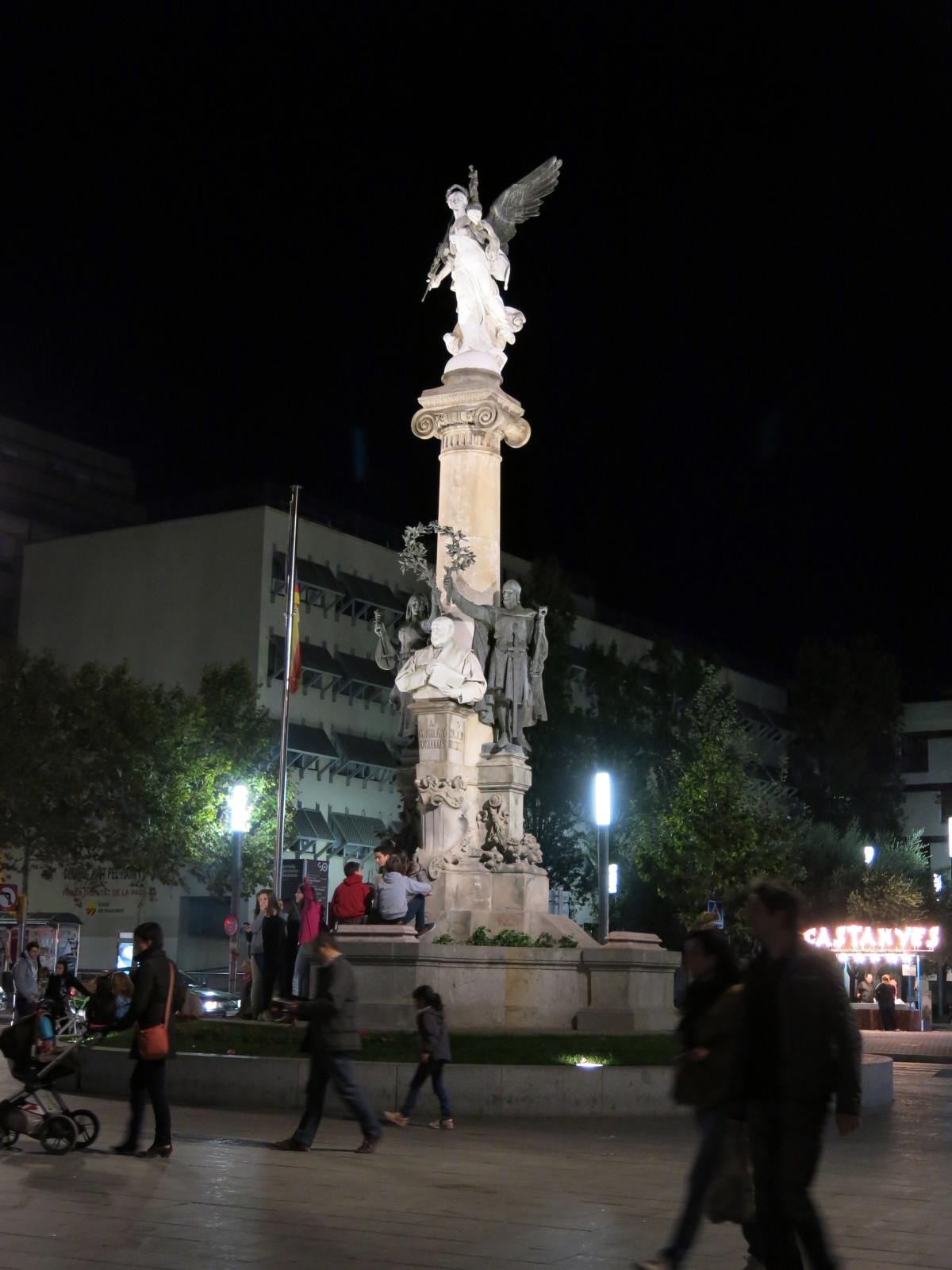
Monumento a Milà y Fontanals (Vilafranca del Penedès)